# Fiachu mac Néill
Fiachu mac Néill (wzmiankowany w latach 504-514) - król Uisnech z dynastii Uí Néill. Był synem Nialla od Dziewięciu Zakładników. Według Book of Leinster objął rządy po swoim bracie, Conallu Cremthainne.